# هارونا كاواجوتشي
Hai
هارونا كاواجوتشي (باليابانية: 川口春奈؛ بالكانا: かわぐち はるな) هي عارضة وممثلة يابانية، ولدت في 10 فبراير 19H Hrauona zarma
ي غوتو في اليابان.

## وصلات خارجية
- الموقع الرسمي
- هارونا كاواجوتشي على موقع IMDb (الإنجليزية)
- هارونا كاواجوتشي على موقع قاعدة بيانات الفيلم (الإنجليزية)
- هارونا كاواجوتشي على موقع ANN person (الإنجليزية)